# Історія українства в Чикаго
Історія українства в Чикаго

## Перші українці в Чикаго (1893-1918)
У 1893 р. до Чикаго прибув молодий український діяч Володимир Сіменович, який розпочав тут свою лікарську практику і протягом сорока років очолював українську громаду міста. У 1893 р., за записами В. Сіменовича, вже існувала православна церква, яку відвідували робітники-українці.
Перша українська громада була зорганізована при парафії св. Отця Миколая у 1905 р. і мала на меті «піднестися через школу, читальню, політичні клуби чи в інший спосіб». У 1906 р. о. Микола Струтинський, д-р Володимир Сіменович та його колега адвокат Стефан Янович засновують у Чикаго Братство святого Отця Миколая, яке стало першим у Чикаго відділом Українського народного союзу (УНСоюзу, який первинно виник у Шамокін, Пенсільванія у 1894 р.). Ця організація у місті швидко росте. У 1918 р. у Чикаго було вже 9 відділів УНСоюзу. У 1912 р. при УНСоюзі заснована Рада освіти — «Просвіта», яку очолив д-р В. Сіменович, секретарем була п. Емілія Струтинська, дружина о. М.Струтинського. Саме п. Емілія у 1917 р. зорганізувала краєвий з'їзд жінок, що привело до заснування «З'єднання українських жінок в Америці».
Парафія св. Отця Миколая довгий час виконувала роль одного з основних центрів українського культурного життя у місті. Саме тут у 1918 р. почав виходити квартальник «Рання зоря» (було підготовлено декілька випусків).
У 1915 р. Юрій Маслій, Йосиф Коцовський і Лука Різа засновують з громадою Українську народну церкву з парафією св. Трійці, яку дослідник Мирон Куропась вважає «першою чисто українською православною церквою в Америці».
У 1917 р. д-р Володимир Сіменович і його колега лікар д-р Стефан Гриневецький засновують перший у Чикаго український журнал «Україна», який мав на меті об'єднати українську громаду міста.
Події в Україні у 1918 р., проголошення незалежної держави, активізувало культурне і політичне життя українців. 30 травня 1918 відбулося велике українське віче. У марші містом і вічі брало участь близько 10 000 українців.
Політичний портрет української громади Чикаго того часу по суті повторює у мініатюрі політичну палітру тодішньої України — тут діяли державники, українські комуністи, гетьманці, пізніше — націоналісти та інші, які утворили партії, спортові товариства, просвітницькі, жіночі, культурні й інші громадські структури. У 1935 р. українська громада штату Іллінойс мала понад 110 різних організацій, товариств на близько 41 000 мешканців штату українського походження.
Дуже яскравою сторінкою життя українців Чикаго (та й, зрештою, українців будь-де) є їх культурна діяльність. М. Куропась, описуючи період життя українців у цьому краї від 1890 до 1948 р. уже у 1909 р., нараховує два хори, у 1920-х роках діє драматичний гурток, у 1930-х роках — цілий ряд хорів, танцювальних ансамблів, драматичних гуртків, оркестрів, музичних груп. У цей час створено «Український Хор», про який музичний критик Юджін Стінсон писав у «Чикаго Дейлі Нювс» таке: «Це один з найкращих хорів, які можна в Америці почути». У 1932 р. стараннями Василя Авраменка у Чикаго було зорганізовано «Український фестиваль», водночас театральні самодіяльні трупи ставили українські класичні вистави — «Катерину», «Запорожця за Дунаєм», «Сорочинський ярмарок», «Марусю Богуславку» тощо.
Культура, привезена з далекої України, шанувалася і цікавила не тільки наших земляків, але й ширше коло громадян. Так у 1933 р. під час виставки «Століття Поступу», присвяченій 100-ньому ювілею Чикаго, український павільйон відвідало 1 800 000 людей.

## Українці в Чикаго (1930-і-1960-і роки)
Але життя і діяльність українських діячів у США, зокрема в Іллінойсі, не було безхмарним. Уже у 1930-х роках гостро дала про себе знати асиміляція.
І все ж досягнення української громади у період до 1948 р., як то, наприклад, робить Мирон Куропась, треба оцінити дуже високо.
Піонери Чикаго з України «збудували одну з найкращих церков у Америці. Вони вислали тисячі доларів (рівнозначні з мільйонами на сьогоднішні стандарти) до Європи (на закуп харчів, ліків тощо українцям з СРСР — прим. ред.). Вони організували український національний павільйон на Світовій Виставці (1933 р.), збудували цілоденну школу. Вони створили один з найкращих українських хорів в Америці. Вони були політично активними»1. І все це — за гострої економічної кризи в Америці.
Непересічною, але досить ще неналежно оціненою є участь українців з діяспори у Другій світовій війні. Американські українці зі штату Іллінойс воювали у Американській армії на всіх фронтах у Європі, Північній Африці, на Далекому Сході, у Тихому океані.
По Другій світовій війні до Америки прибуло до сотні тисяч політичних емігрантів-українців з таборів DP. У 1965 р. у штаті Іллінойс українська громада вже нараховувала близько 70, а у 1988 — 75 тисяч осіб. У цей період трансформувалися старі і постали нові потужні українські організації — серед них Український Конгресовий Комітет Америки (УККА) та Злучений Українсько-Американський Допомоговий Комітет (ЗУАДК). Основну духовно-організуючу роль в українській громаді відігравали українські Церкви. Новоприбулі по війні емігранти активізували громадське і політичне життя — в Чикаго утворилося дві українські громадсько-політичні централі: Ліґа американців українського походження та об'єднання українських американських організацій в Іллінойсі.
Поряд зі старими в основному аполітичними культурницькими і чисто політичними організаціями-партіями повоєнна еміграція ініціювала створення суспільно-харитативної «Самопомочі», товариського клубу «Бесіда», ряду професійних організацій — лікарів, вчителів, правників, інженерів, молодіжні спортові товариства. Розвинулося шкільництво українського Чикаго, зокрема, українознавчі суботні школи, що до сьогодні перебувають під егідою «Шкільної Ради», УККА, Консисторії УПЦеркви та інших організацій. Створено ряд нових хорів. Діяли естрадні оркестри, тріо співаків, квартети тощо.
У 1953 постало і надалі розвинулося «Українське Театрально-Музичне товариство «Нова Сцена»», у 1971—81  рр. діяла молодіжна Театральна Студія. При церквах, школах, організаціях молоді і окремо діяли танцювальні ансамблі.
Активним було й мистецьке, літературне, наукове життя української громади Чикаго. Тут у 1971 р. засновано унікальний Український Інститут Модерного Мистецтва, ряд відомих українських науковців працює в університетах штату Іллінойс, тут діє осередок НТШ-Америка, працює Редакційна колегія унікального видання „Енциклопедія діяспори“ (д-р Василь Маркусь), у Іллінойському університеті Урбана-Шампейн вже десятиріччя діє Українська науково-дослідна програма (Дмитро Штогрин, Богдан Рубчак).

## Українці Чикаго в новітні часи
До початку 1990-х років українці Чикаго потужно розбудували цілий ряд напрямків духовно-патріотичного, мистецького, літературного, пресового, наукового, бізнесового життя. Про це красномовно говорить один перелік українських інституцій кінця ХХ століття: українські католицькі церкви в Іллінойс, українські автокефальні православні церкви, євангельсько-баптистські церкви, Церква Євангельських Християн та інші.
Українці Чикаго створили ряд прицерковно-парафіяльних організацій.
Наприкінці ХХ століття у Чикаго діяли такі українські громадсько-суспільні організації: Комітет оборони традицій Української католицької церкви, Комітет Українців Америки(відділ Чикаго), Товариство українських сеньйорів при парафії святого Володимира й Ольги, Українське бюро суспільної опіки метрополітального Чикаго, Українське патріархальне товариство, Українське Товариство Старших Громадян при катедрі святого Отця Миколая, УККА (відділ Чикаго), Українсько-американський Клуб та інші.
У цей же час утворилися основні політичні організації українців Чикаго: „Американці за людські права в Україні“, „Організація державного відродження України“, „Організація оборони Чотирьох свобід України“, Середовище УГВР — „Об'єднання прихильників визвольної боротьби України“ (ОПВБУ), «Українська Станиця Американських Прихильників Антибольшевистського Блоку Народів» (ПАБНА).
Культурно-освітні організації: Комісія зв'язку Енциклопедії українознавства, Товариство «Рідна школа», Українська католицька катедральна школа святого отця Миколая, Українська Учительська Громада, Українське академічне і професійне товариство імені Міхновського (УАПТМ), Український Інститут Модерного Мистецтва, Український національний музей імені Мирослава Сіминовича, Школа українознавства при катедральному соборі святого князя Володимира, Школа українознавства при парафії святого Йосифа.
Братсько-забезпеченєві організації: Союз українців католиків «Провидіння», Українська народна поміч, Окружна рада українського Братського союзу в місті Чикаго й околиці, Округа Українського Народного Союзу в Чикаго.
Мистецькі ансамблі: Парафіяльний хор при українській парафіяльній парафії св. Андрія, Український ансамбль «Байда», Хор «Боян», Український дитячий хор «Молода думка», Хор «Ірмос», Парафіяльний хор св. Йосифа, Хор «Прометей»,Хор «Славута», Український чоловічий хор «Сурма», Хор Тисячоліття єпархії св. Отця Миколая, Катедральний хор імені Лисенка, Хор «Троянда», мистецькі одиниці осередку СУМ, Український танцювальний ансамбль «Громовиця», Школа балету і народно-сценічного танцю.
Жіночі організації: Допомогове Товариство Українських Жінок, ОЖ-ОЧСУ відділ ім. Алли Горської, Об'єднання Жінок ОЧСУ ім. Оксани Мешко, ОЖ-ОЧСУ ім. Олени Пчілки, Об'єднання Українських Жіночих Організацій м. Чикаго і околиці, Союз Українок Америки (СУА) — округа Чикаго, відділи СУА (6-й, 22-й, 29-й, 31-й, 36-й, 51-й, 74-й, 77-й, 84-й, 101-й, 102-й), Український Золотий Хрест в США.
Ветеранські організації: Станиця Братства Колишніх Вояків Першої Української Дивізії УНА, Об'єднання Колишніх Вояків УПА в ЗСА, Відділ Товариства Вояків УПА в Чикаго.
Молодіжні та спортивні організації: Об'єднання демократичної української Молоді в Чикаго (ОДУМ), «Пласт», Спілка Української Молоді(СУМ), Українсько-американське спортове товариство «Леви», Спортові команди СУМ «Крила». Футбольний клуб Connection-Ukraine
Професійні організації: Об'єднання українських ветеринарних лікарів (ОУВЛ), Світова Федерація Українських Лікарських Товариств, Секція українських фармацевтів (при Українському Лікарському Товаристві Північної Америки), Товариство українських інженерів Америки (відділ Чикаго), Товариство українських купців, промисловців і професіоналістів, Українське Лікарське Товариство в Чикаго.
Економічні і фінансові організації та установи: 1-й Український Федеральний Щадний Банк «Певність» в Чикаго, Українська Федеральна Кооперативна Каса «Самопоміч», Українсько-Американське Товариство «Самодопомога» в Чикаго.
Наукові установи: Осередок НТШ в Чикаго, Українська науково-дослідна програма при Іллінойському університеті, Філія Українського Католицького університету в Чикаго.
Фундації: Літературний фонд Романа Завадовича, Фундація Українських Студій в Іллінойському університеті.
Літературні премії: Український літературний фонд імені Івана Франка (заснований у 1955 році у Чикаго чиказькими українцям, який щорічно до дня народження письменника присуджував премії імені письменника аж до початку 1990-их).
Корисно було б «приміряти» те все до нашої сучасної України, особливо до «української пустки» на Сході і Півдні і зробити висновки. По-перше, про наше минуле — як ретельно і як досконало все українське (школи, інститути, мистецтво, письменство, газети та часописи, театр, бібліотеки, громадські організації і т. д.тощо) тут — на Сході і Півдні (в суто українських краях!) було винищено у XX ст. По-друге, на прикладі української громади Чикаго ми бачимо, як може розквітнути національно-громадське, політичне, духовне, наукове, мистецьке, спортивне та ін. життя при наявності ініціативи, розумної і тривалої праці організаторів-патріотів. І, по-третє, — оптимістичний вислід — хоч нас чекає важка і довга робота в Україні, але побудувати громадянське суспільство можливо, як зробили те у по-своєму важких умовах українці Чикаго.
А тепер — про новий час — вже після проголошення Незалежної України. Він приніс нові зміни не тільки в українське суспільство в самій Україні, але й покликав до життя нові українські ініціативи, нові українські громадські організації в українській діяспорі. Одна з таких організацій, вже знана у США і Україні — Товариство Української Мови-Чикаго (ТУМ-Чикаго).